# Wexford (grevskap)
Wexford (iriska: Loch Garman) är ett grevskap på Irland. Huvudort är Wexford.
År 1169 invaderade anglo-normanderna Wexford på order av kungen av Leinster, Diarmuid MacMurrough Kavanagh. Detta var det första steget av den engelska koloniseringen av ön.
Under det irländska upproret år 1798 inträffade några av de största striderna i Wexford, speciellt Slaget vid Enniscorthy och Slaget vid Boolavogue.
Under 1970-talet var det diskussioner om att bygga ett atomkraftverk vid Carnsore Point. Idag står istället här ett vindkraftverk med totalt 14 propellrar.

## Städer och samhällen
- Enniscorthy
- Gorey
- New Ross
- Wexford